# Tourismus in Indien

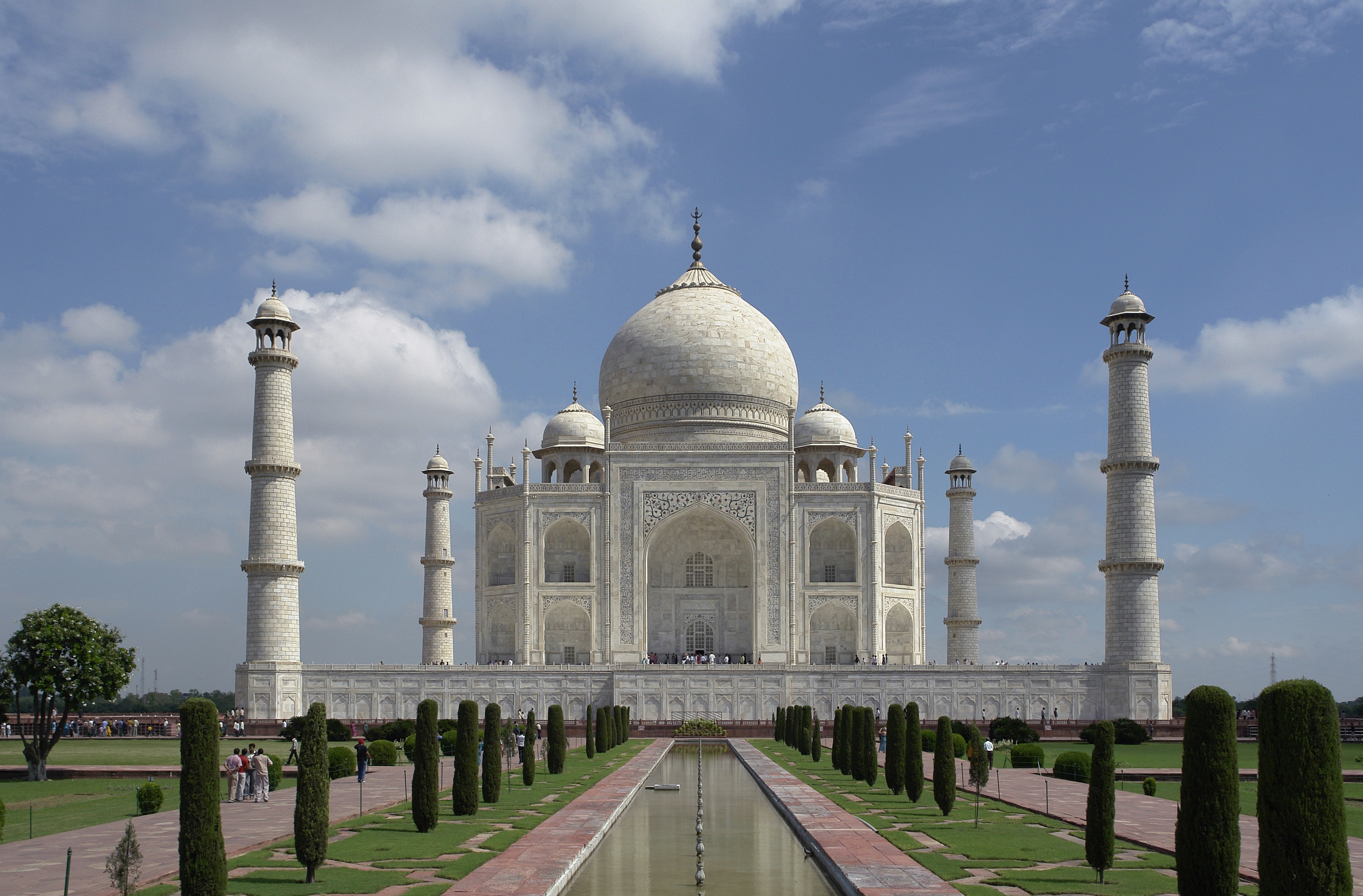
Das Taj Mahal in Agra gilt als bekanntes Touristenziel

Der Tourismus spielt eine wachsende Rolle in Indiens Wirtschaft und Gesellschaft. 2017 wurde laut Zahlen der Weltorganisation für Tourismus erstmals die Schwelle von 15 Millionen ausländischen Besuchern überschritten. Besonders wettbewerbsfähig ist Indien in den Nischen des Kultur- und Medizintourismus, während der konventionelle Erholungstourismus noch weniger verbreitet ist. Dank einer wachsenden Mittelschicht und besserer Konnektivität befindet sich auch der Inlandstourismus in einem starken Aufschwung. 2018 wurde die Zahl der internen Touristenankünfte auf 1,7 Milliarden geschätzt. Der ökonomische Anteil des Tourismus lag 2018 bei ca. 250 Milliarden US-Dollar (9,2 % der Wirtschaftsleistung). Über 42 Millionen Arbeitsplätze sind in Indien vom Tourismus abhängig. Im Oktober 2015 wurde der indische Medizintourismus auf 3 Milliarden US-Dollar geschätzt. Bis 2020 soll er auf 7 bis 8 Milliarden US-Dollar anwachsen. Im Jahr 2014 reisten 184.298 ausländische Patienten nach Indien, um sich medizinisch behandeln zu lassen.
Die Grundlagen für den Tourismus im Land sind vielversprechend. Indien verfügt über 38 UNESCO-Welterbestätte (2019) und weltweit bekannte touristische Ziele wie das Taj Mahal oder das Rote Fort in Delhi. Dazu kommen etliche weitere Sehenswürdigkeiten von religiöser oder kultureller Signifikanz, die über das gesamte Land verteilt sind. Hindernisse stellten bisher die schwere Zugänglichkeit vieler Landesteile, die schlechte hygienische Situation, Sicherheitsprobleme und die wenig liberale Einreisepolitik der Regierung dar. Mit der wirtschaftlichen Liberalisierung, die in den 1990er Jahren begann, sind hohe Geldsummen zur Entwicklung der Infrastruktur investiert worden und die Regierung sieht den Tourismus inzwischen als Stützpfeiler zur Armutsbekämpfung und der Schaffung von Arbeitsplätzen.
Das Tourismusministerium von Indien entwirft nationale Richtlinien für die Entwicklung und Förderung des Tourismus. Dabei konsultiert das Ministerium andere Akteure des Sektors und arbeitet mit diesen zusammen, darunter verschiedene zentrale Ministerien, Landesregierungen der Bundesstaaten, Gewerkschaften und Vertreter des Privatsektors. Es werden gemeinsame Anstrengungen unternommen, um Nischentourismus wie Land-, Kreuzfahrt-, Medizin- und Ökotourismus zu fördern. Spezielle Instrumente des Tourismusministeriums zur Förderung des Tourismus sind öffentliche Kampagnen wie Incredible India.
Der Travel and Tourism Competitiveness Report des Weltwirtschaftsforum für das Jahr 2017 bescheinigt Indien den 40. Platz von insgesamt 136 Ländern. Der Bericht bewertet die preisliche Wettbewerbsfähigkeit des indischen Tourismussektors als eine große Stärke (Rang 10). Indien besitzt einen recht guten Luftverkehr (Rang 32), insbesondere in Anbetracht des Entwicklungsstands des Landes, und eine ordentliche Infrastruktur für den Landverkehr (Rang 29). Das Land punktet auch bei den natürlichen und kulturellen Ressourcen (Rang 9). Einige andere Aspekte der Tourismusinfrastruktur sind jedoch noch relativ unterentwickelt. Pro Kopf verfügt das Land noch über wenige Hotelbetten und nicht genug Geldautomaten.
Die meisten internationalen Touristen erreichen Indien über seine internationalen Flughäfen. Um nach Indien zu reisen, müssen Staatsbürger der meisten Länder einen gültigen Reisepass besitzen und vor ihrem Besuch bei der örtlichen indischen Botschaft oder dem Konsulat ein Reisevisum beantragen. Lediglich Personen aus Bhutan, Malediven und Nepal benötigen kein Einreisevisum für Indien. Als Maßnahme zur Förderung des Tourismus führte die indische Regierung im November 2014 eine neue Visumspolitik ein, die es Touristen und Geschäftsreisenden durch den Erwerb einer elektronischen Reisegenehmigung ermöglicht, an 16 ausgewiesenen internationalen Flughäfen ein "Visum bei Ankunft" zu erhalten. Um in einige Regionen des Landes zu reisen, brauchen Touristen zudem eine Sondergenehmigung, dazu zählen z. B. Teile von Ladakh, Nagaland, Sikkim, Arunachal Pradesh und den Andamanen und Nikobaren.
Es gibt in Indien große Unterschiede im Entwicklungsniveau und der Qualität der Infrastruktur zwischen einzelnen Regionen. Im Jahr 2014 waren Tamil Nadu, Maharashtra und Uttar Pradesh die beliebtesten Bundesstaaten für Touristen. In Relation zu Größe und Einwohnerzahl waren Goa, Delhi und Kerala am stärksten durch Tourismus geprägt. Delhi, Mumbai, Chennai, Agra und Jaipur waren die fünf Städte Indiens, die im Jahr 2015 von den meisten ausländischen Touristen besucht wurden.

## Statistik

### Entwicklung der Anzahl an internationalen Gästen
Als internationale Gäste zählen alle Personen, die aus dem Ausland anreisen und mindestens einmal im Land übernachten (ab 2014 wurde die Zählweise verändert). Angegeben sind zudem die getätigten Ausgaben dieser Gäste, gerechnet in US-Dollar.
| Jahr | Anzahl int. Gäste | Einnahmen       |
| ---- | ----------------- | --------------- |
| 1995 | 2.124.000         | 2.582 Mio. USD  |
| 2000 | 2.649.000         | 3.690 Mio. USD  |
| 2001 | 2.537.000         |                 |
| 2002 | 2.384.000         |                 |
| 2003 | 2.726.000         |                 |
| 2004 | 3.457.000         |                 |
| 2005 | 3.919.000         | 8.277 Mio. USD  |
| 2006 | 4.447.000         |                 |
| 2007 | 5.082.000         |                 |
| 2008 | 5.283.000         |                 |
| 2009 | 5.168.000         |                 |
| 2010 | 5.776.000         |                 |
| 2011 | 6.309.000         |                 |
| 2012 | 6.578.000         | 14.107 Mio. USD |
| 2013 | 6.968.000         | 13.884 Mio. USD |
| 2014 | 13.107.000        | 17.492 Mio. USD |
| 2015 | 13.284.000        | 17.686 Mio. USD |
| 2016 | 14.570.000        | 19.184 Mio. USD |
| 2017 | 15.543.000        | 21.856 Mio. USD |
| 2018 | 17.423.000        | 25.790 Mio. USD |
| 2019 | 17.914.000        | 28.595 Mio. USD |
| 2020 |                   | 15.777 Mio. USD |

### Herkunftsländer von Touristen
Ankünfte von ausländischen Touristen, laut der indischen Regierung.
| Rang | Land                   | Ankünfte (2017) | Anteil |
| ---- | ---------------------- | --------------- | ------ |
| 1    | Bangladesch            | 2.156.557       | 21,5 % |
| 2    | Vereinigte Staaten     | 1.376.919       | 13,7 % |
| 3    | Vereinigtes Königreich | 986.296         | 9,8 %  |
| 4    | Kanada                 | 335.439         | 3,3 %  |
| 5    | Australien             | 324.243         | 3,2 %  |
| 6    | Malaysia               | 322.126         | 3,2 %  |
| 7    | Sri Lanka              | 303.590         | 3,0 %  |
| 8    | Russland               | 278.904         | 2,8 %  |
| 9    | Deutschland            | 269.380         | 2,7 %  |
| 10   | Frankreich             | 249.620         | 2,5 %  |
|      | Sonstige               | 3.432.729       | 34,2 % |
|      | Gesamt                 | 10.035.803      | 100 %  |

### Bundesstaaten nach Touristen (Ausland)
Anzahl der ausländischen Touristenankünfte in indischen Bundesstaaten.
| Rang | Bundesstaat   | Ankünfte (2017) | Anteil |
| ---- | ------------- | --------------- | ------ |
| 1    | Maharashtra   | 5.078.514       | 18,9 % |
| 2    | Tamil Nadu    | 4.860.455       | 18,1 % |
| 3    | Uttar Pradesh | 3.556.204       | 13,2 % |
| 4    | Delhi         | 2.740.502       | 10,2 % |
| 5    | Rajasthan     | 1.609.963       | 6,0 %  |
| 6    | Westbengalen  | 1.574.915       | 5,9 %  |
| 7    | Punjab        | 1.108.635       | 4,1 %  |
| 8    | Kerala        | 1.091.870       | 4,1 %  |
| 9    | Bihar         | 1.082.705       | 4,0 %  |
| 10   | Goa           | 842.220         | 3,1 %  |
|      | Sonstige      | 3.340.655       | 12,4 % |
|      | Gesamt        | 26.886.638      | 100 %  |

### Bundesstaaten nach Touristen (Inland)
Anzahl der inländischen Touristenankünfte in indischen Bundesstaaten.
| Rang | Bundesstaat    | Ankünfte (2017) | Anteil |
| ---- | -------------- | --------------- | ------ |
| 1    | Tamil Nadu     | 345.061.140     | 20,9 % |
| 2    | Uttar Pradesh  | 233.977.619     | 14,2 % |
| 3    | Karnataka      | 179.980.191     | 10,9 % |
| 4    | Andhra Pradesh | 165.433.898     | 10,0 % |
| 5    | Maharashtra    | 119.191.539     | 7,2 %  |
| 6    | Telangana      | 85.266.596      | 5,2 %  |
| 7    | Westbengalen   | 79.687.645      | 4,8 %  |
| 8    | Madhya Pradesh | 78.038.522      | 4,7 %  |
| 9    | Gujarat        | 48.343.121      | 2,9 %  |
| 10   | Rajasthan      | 45.916.573      | 2,8 %  |
|      | Sonstige       | 271.588.513     | 16,4 % |
|      | Gesamt         | 1.652.485.357   | 100 %  |

## Galerie

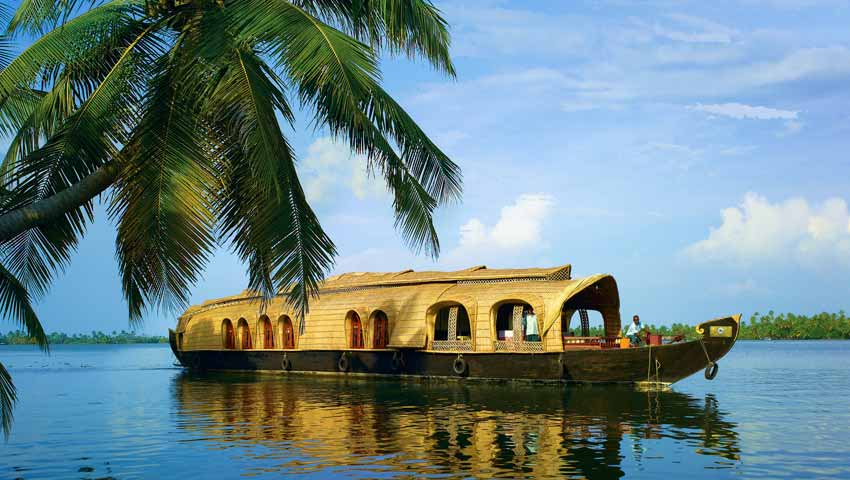
Hausboot in Kerala
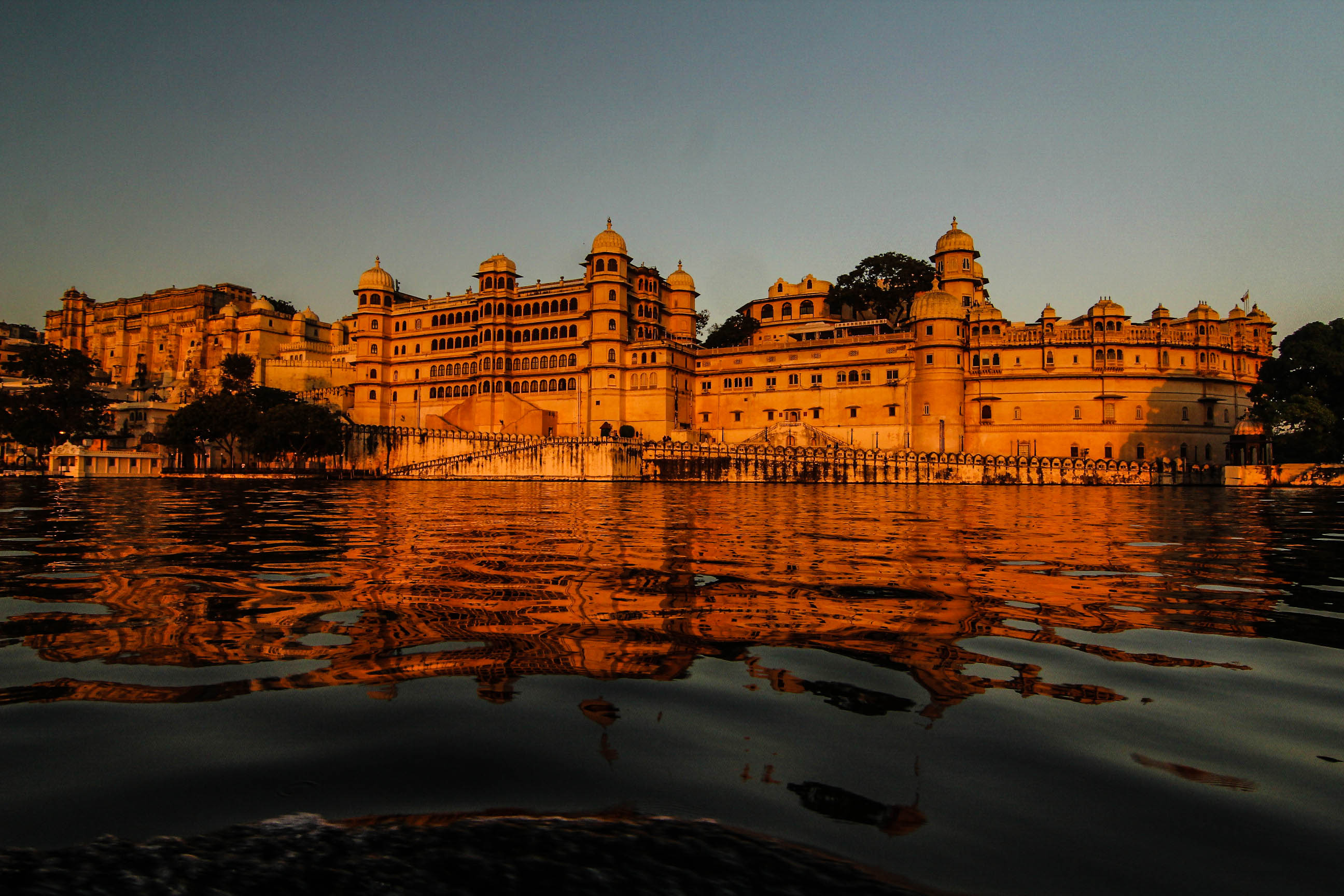
Palast von Udaipur
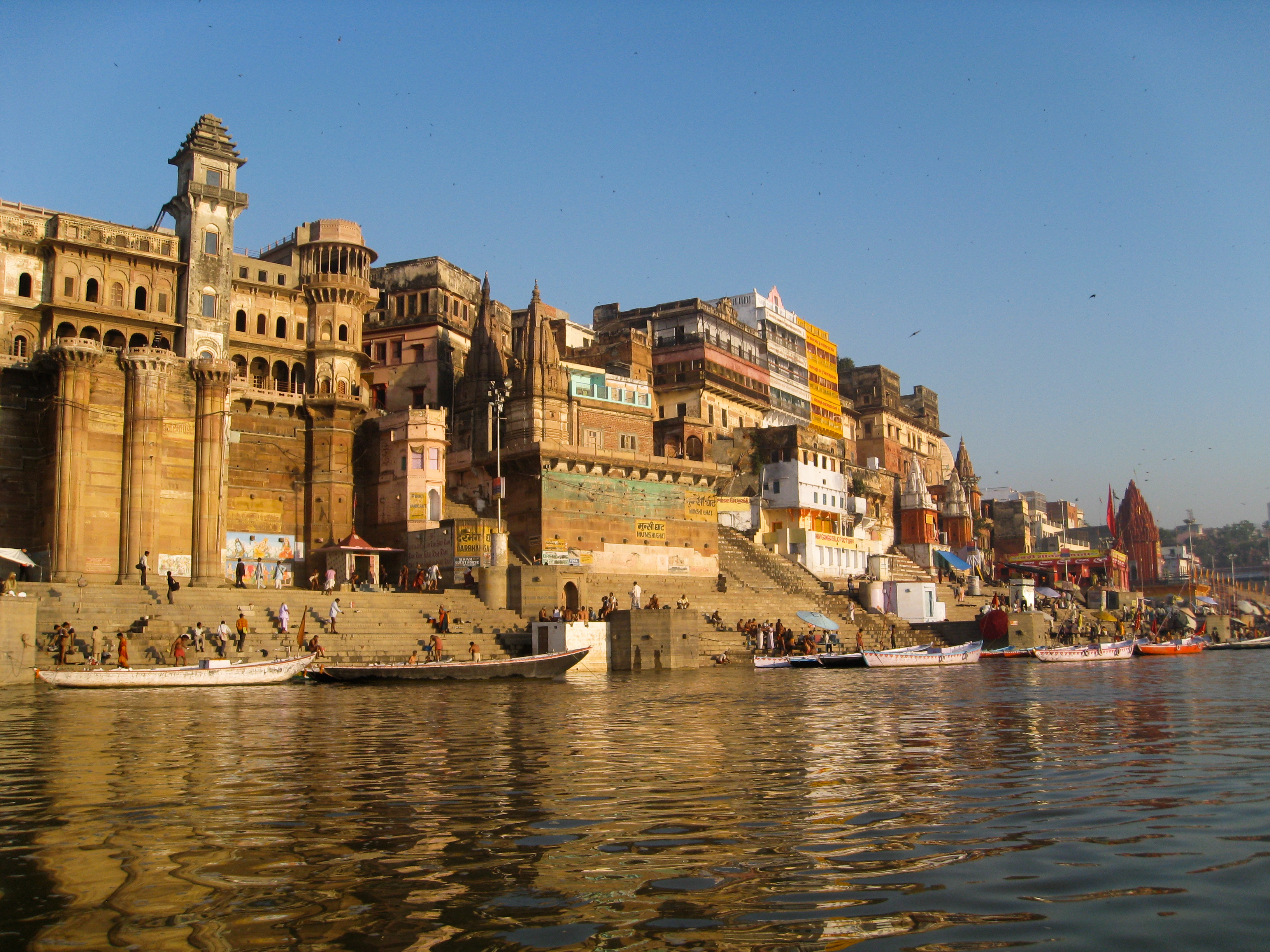
Varanasi mit Ganges
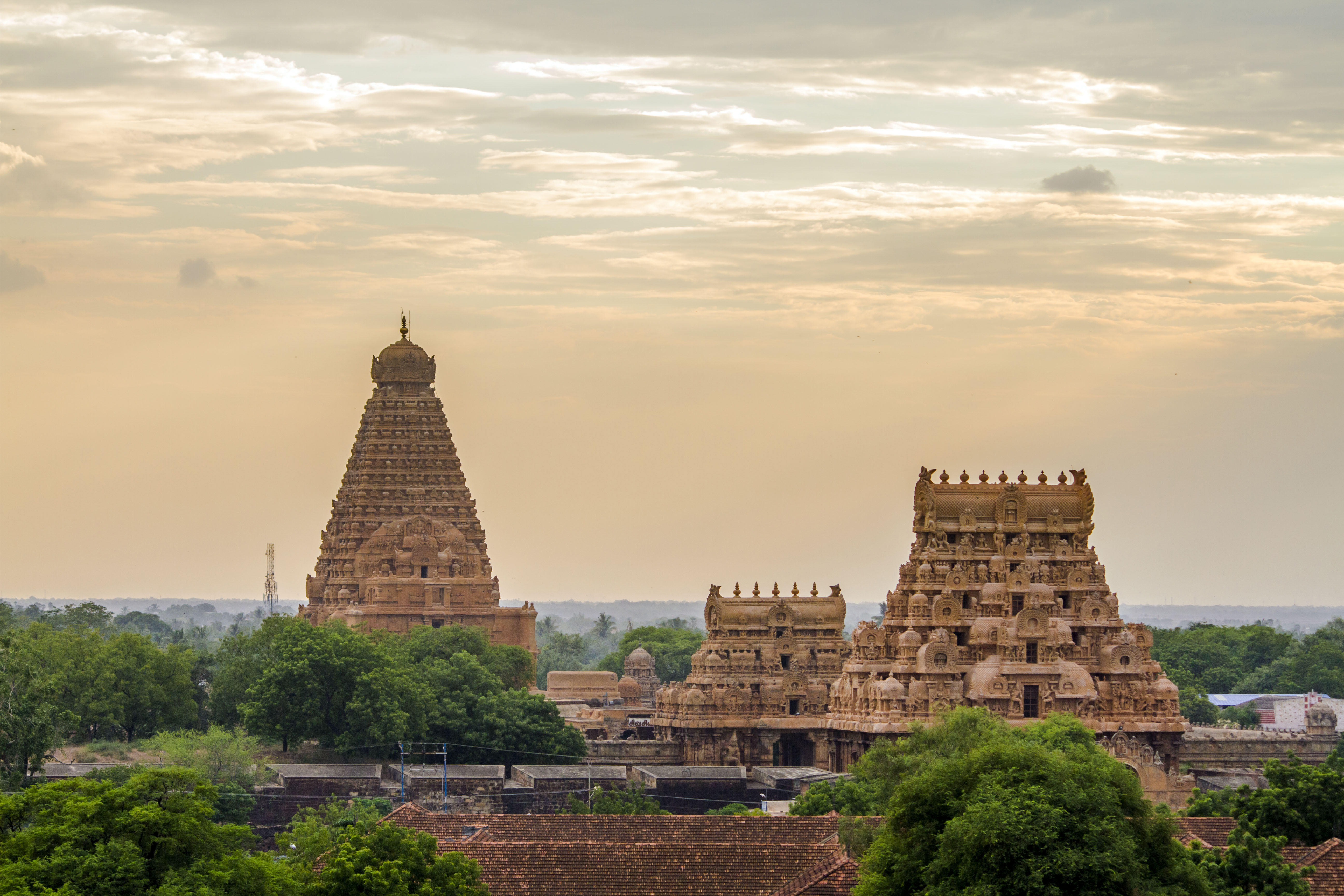
Brihadishvara-Tempel in Thanjavur
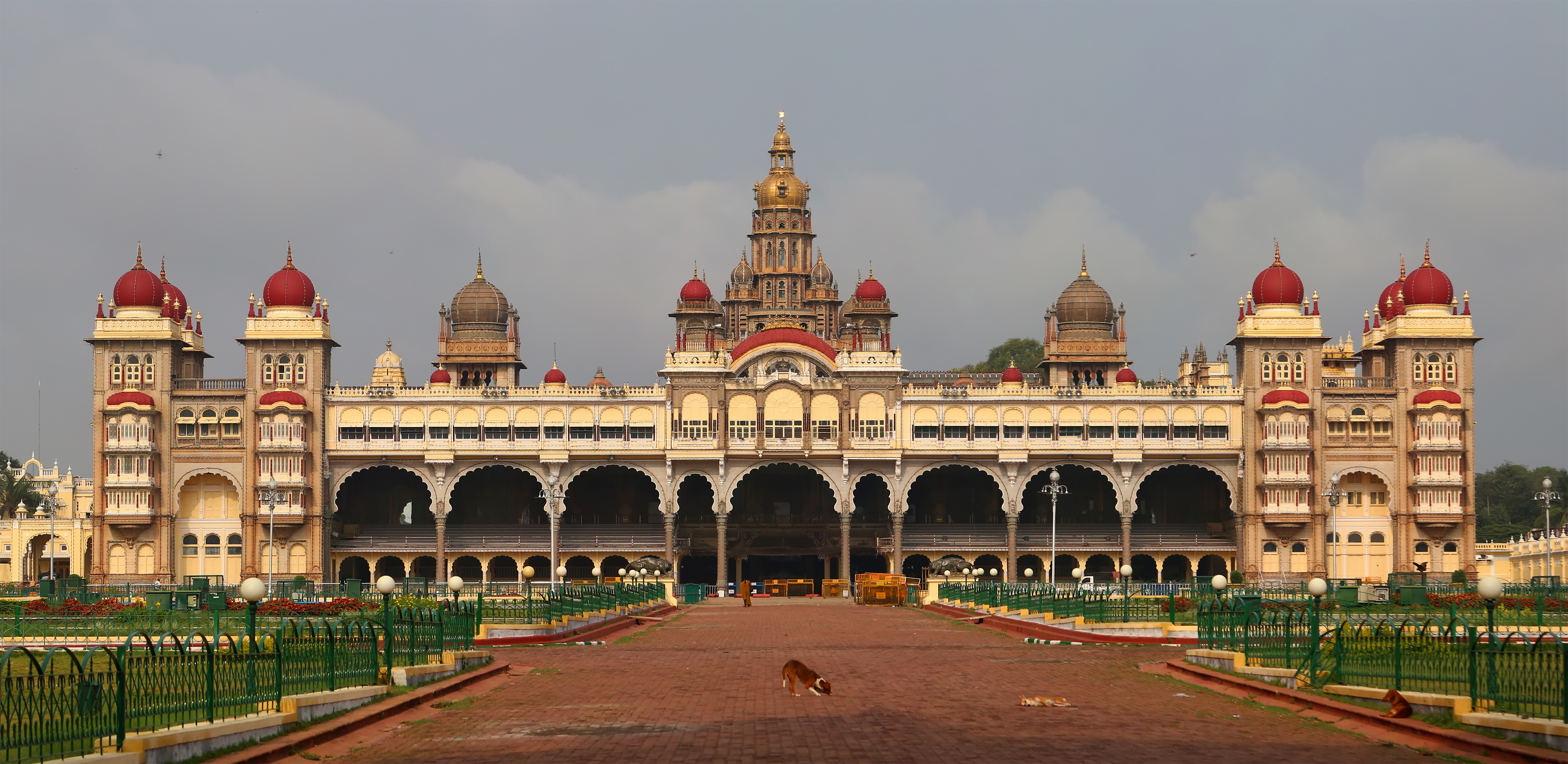
Amba Vilas in Mysuru
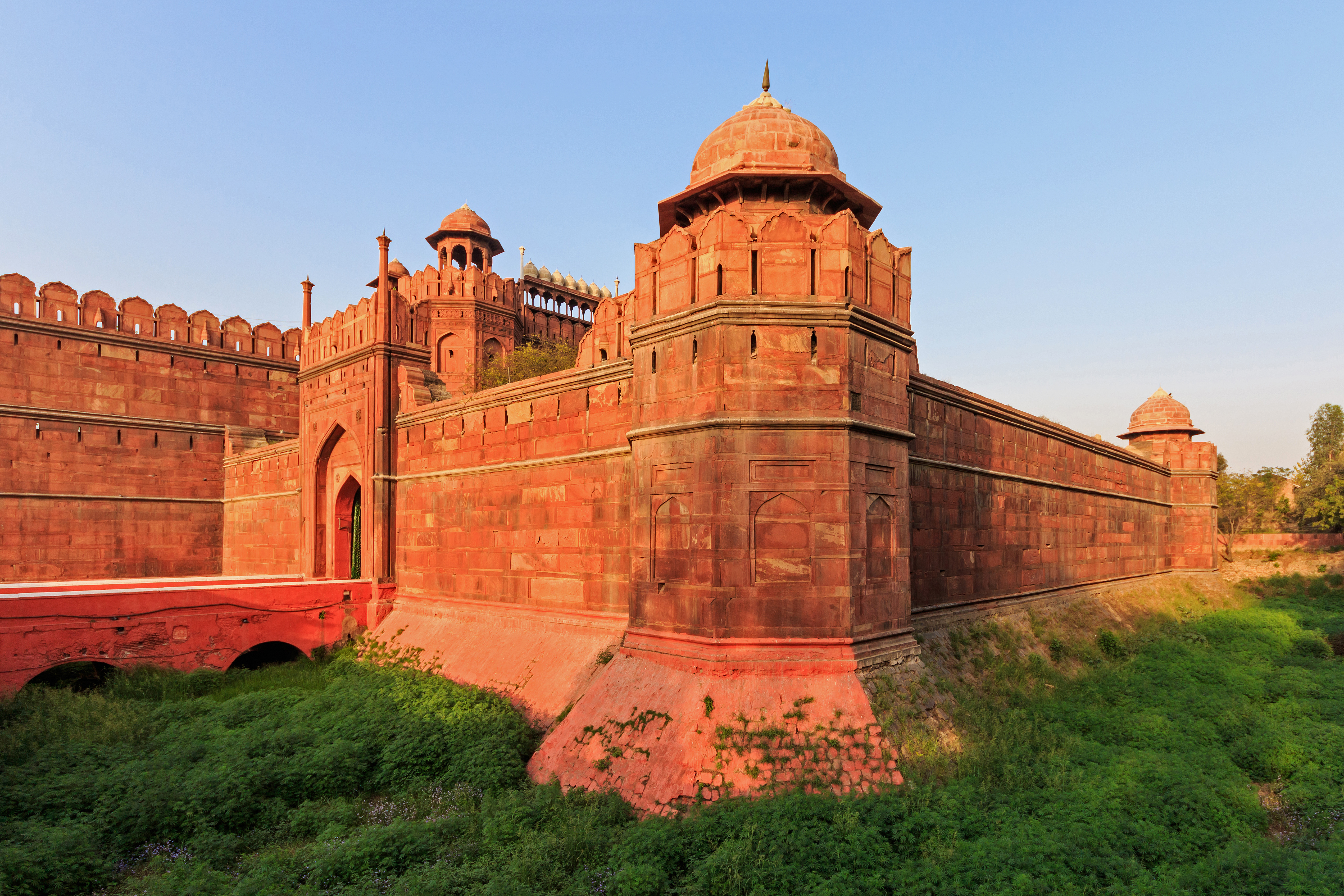
Rotes Fort in Delhi
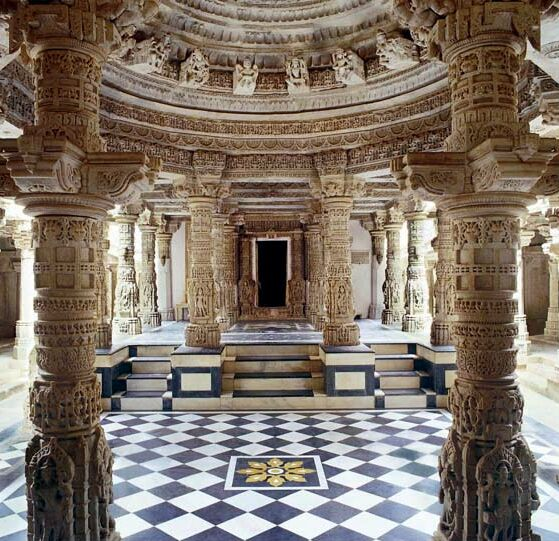
Dilwara-Tempel in Rajasthan
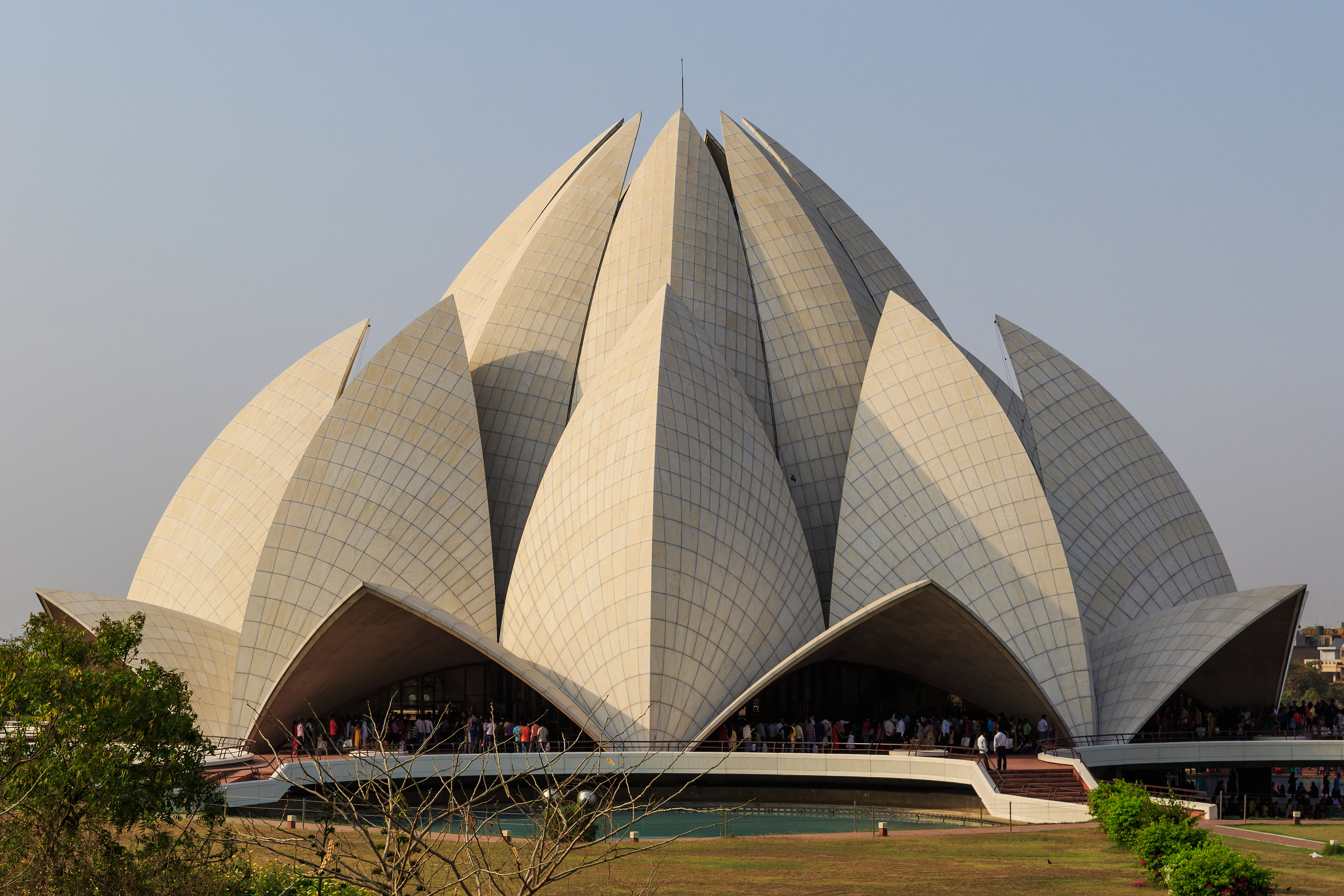
Lotustempel in Delhi